# روني داي
روني داي (بالإنجليزية: Ronnie Day)‏ هو مغن مؤلف أمريكي، ولد في 18 يناير 1988 في ريدوود في الولايات المتحدة.

## وصلات خارجية
- روني داي على موقع IMDb (الإنجليزية)
- روني داي على موقع ميوزك برينز (الإنجليزية)
- روني داي على موقع أول ميوزيك (الإنجليزية)
- روني داي على موقع ديسكوغز (الإنجليزية)